# Tamara Awerbuch-Friedlander

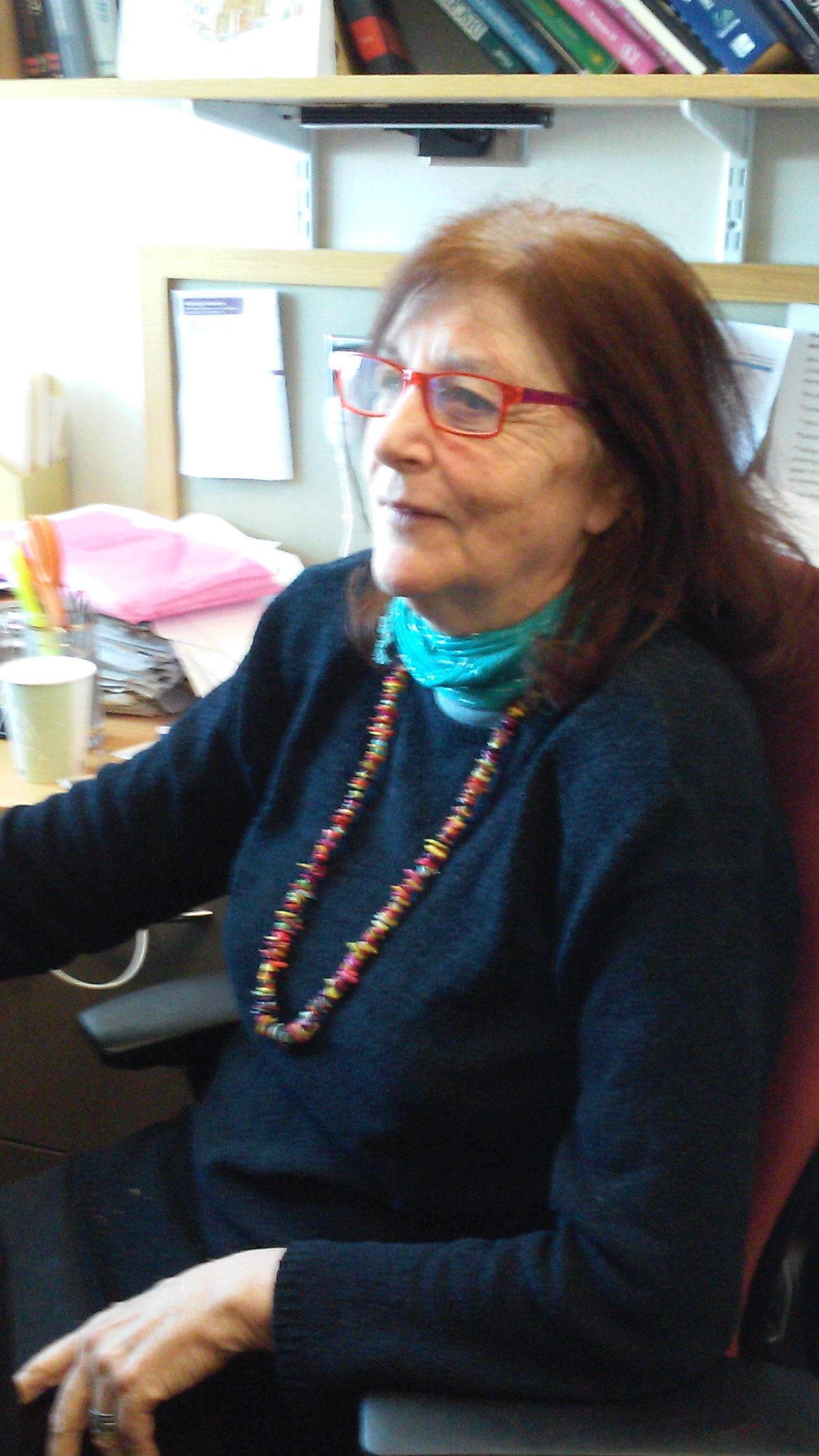
Tamara Awerbuch-Friedlander

 Tamara Awerbuch-Friedlander  (* 20. Jahrhundert in Uruguay) ist eine US-amerikanische Biomathematikerin, Gesundheitswissenschaftlerin und Hochschullehrerin.

## Leben und Werk
Awerbuch-Friedlander wurde in Uruguay als Tochter von Chaya Clara Goldman Friedlander und Michael Friedlander geboren und lebte bis zu ihrem 12. Lebensjahr in Buenos Aires, Argentinien. Sie zog dann mit ihren Eltern nach Israel, wo ihre Großeltern und Eltern lebten, nachdem sie kurz vor Ausbruch des Holocaust zur Zeit des Nationalsozialismus aus Deutschland geflohen waren. Sie studierte Chemie an der Hebräischen Universität in Jerusalem und erwarb 1965 den Bachelor of Science. 1967 erhielt sie sowohl den Master of Science in Physiologie als auch den Master of Education an der Hebräischen Universität Jerusalem. Sie diente zwei Jahre in der israelischen Armee.
1973 wurde ihr eine Stelle am MIT in Cambridge, Massachusetts, angeboten, um chemische Karzinogene in Gewebekulturen zu untersuchen. 1974 studierte sie Mathematik und Statistik und 1975 studierte sie als Vollzeitstudentin am MIT. 1979 promovierte sie am Department of Nutrition and Food Science mit der Dissertation: A diffusion bioassay for the quantitative Declaration of Mutagenity of Chemical Carcinogens.
1979 wurde sie US-Bürgerin und lebt seitdem in den Vereinigten Staaten. Von 1979 bis 1981 forschte sie als Postdoc am MIT im Bereich somatischer Zellgenetik. 1983 wurde sie von dem Lehrstuhlinhaber Marvin Zelen an die Biostatistikabteilung der Harvard TH Chan School of Public Health berufen. Im Department of Global Health and Population an der Harvard TH Chan School of Public Health forscht sie seit 1993 zu den Bedingungen, die zur Entstehung, Aufrechterhaltung und Ausbreitung von Epidemien führen. Ihre Forschung umfasst sexuell übertragbare Krankheiten wie AIDS sowie vektorübertragene Krankheiten wie Malaria und Borreliose.
Awerbuch-Friedlander ist Gründungsmitglied der New and Resurgent Disease Group und Co-Vorsitzende des Ausschusses für Bio- und Public-Health-Mathematik.
Zu ihren Studenten gehörten die Epidemiologen Christl Donnelly und Sandro Galea.

## Klage wegen sexueller Diskriminierung gegen die Harvard-Universität
Obwohl Theda Skocpol bereits 1980 eine geschlechtsspezifische Voreingenommenheit bei der Verweigerung einer Amtszeit behauptet hatte, gilt Awerbuch-Friedlander als das erste weibliche Mitglied der Harvard-Fakultät, das 1997 eine Klage beim Middlesex County Superior Court gegen die Harvard-Universität wegen Diskriminierung aufgrund des Geschlechts einreichte.

## Auszeichnungen
- Fulbright-Stipendium (mathematische Epidemiologie)
- Robert Wood Johnson Foundation Investigator Award

## Veröffentlichungen (Auswahl)
- mit Maynard Clark, Peter Taylor: The Truth Is the Whole: Essays in Honor of Richard Levins. 2018, ISBN 9780-998889108.
- mit S. Sandberg: Mathematical formulation and studies of the risk parameters involved in HIV transmission. Bulletin of Mathematical Biology 51, S. 467–474, 1989.
- mit A. Kanamori: The Complete 0f. Zeitschrift für Mathematische Logik und Grundlagen der Mathematik 36, S. 133–141, 1990.
- mit L. A. Kalish, J. C. Bailar, J. Bailey, C. Harris, A. R. Malcolm, J. C. Prager: Design and classification issues in assessing the risk of complex mixtures. Dangerous Properties of Industrial Materials Report, 11, S. 406–415, 1991.
- mit I. Romieu, S. Sandberg, A. Mohar: Modeling the AIDS Epidemic in Mexico City.  Human Biology, 63, S. 683–695, 1991.
- mit M. Predescu, R.  Sirbu, R.  Levins: On the Dynamics of a Deterministic and Stochastic Model for Mosquito Control. Applied Mathematics Letters, 20, S. 919–925, 2007.